# Gimme Shelter (nummer)
"Gimme Shelter", aanvankelijk geschreven als "Gimmie Shelter", is een nummer van The Rolling Stones. Het staat op hun album Let It Bleed, dat in het najaar van 1969 door Decca Records werd uitgegeven. Op "Gimme Shelter" zingt Mick Jagger samen met de Afro-Amerikaanse zangeres Merry Clayton.
Het is onduidelijk waar het nummer precies over gaat, maar het staat symbool voor het ongelukkige verloop van het Altamont Free Concert in december 1969, waarbij Hells Angels de bewaking verzorgden en iemand in het publiek door messteken kwam te overlijden, en de teloorgang van de idealen van de sixties. Andere bronnen noemen de oorlog in Vietnam als inspiratie. Richards schreef dit nummer in twintig minuten op een regenachtige middag in het Londense appartement van Robert Fraser. Met "Gimme Shelter" bouwde hij muzikaal gezien voort op "Jumpin' Jack Flash" en "Sympathy for the Devil".
Het muziekblad Rolling Stone plaatste "Gimme Shelter" in 2004 op de 38ste plaats in een lijst van de vijfhonderd beste nummers aller tijden. Pitchfork Media plaatste het in 2006 op de twaalfde plaats in een lijst van de tweehonderd beste nummers van de jaren zestig.

## Musici
Op "Gimme Shelter" spelen de volgende musici:
- Mick Jagger - zang
- Keith Richards - gitaar
- Bill Wyman - basgitaar
- Charlie Watts - drums
- Nicky Hopkins - piano
- Jimmy Miller - maracas
- Merry Clayton - zang

## Hitnoteringen

### NPO Radio 2 Top 2000
| Nummer met noteringen in de NPO Radio 2 Top 2000 | '00 | '01 | '02 | '03 | '04 | '05 | '06 | '07 | '08 | '09 | '10 | '11 | '12 | '13 | '14 | '15 | '16 | '17 | '18 | '19 | '20 | '21 | '22 | '23 | '24 |
| ------------------------------------------------ | --- | --- | --- | --- | --- | --- | --- | --- | --- | --- | --- | --- | --- | --- | --- | --- | --- | --- | --- | --- | --- | --- | --- | --- | --- |
| Gimme Shelter                                    | 370 | 512 | 259 | 179 | 240 | 273 | 241 | 224 | 229 | 192 | 189 | 185 | 182 | 112 | 53  | 85  | 99  | 80  | 99  | 100 | 100 | 100 | 96  | 106 | 123 |

1. ↑  Een vetgedrukt getal geeft de hoogste notering aan.
2. ↑  2000 was het eerste jaar met een notering voor dit nummer.

### Evergreen Top 1000
| Evergreen Top 1000 "Gimme Shelter" | Evergreen Top 1000 "Gimme Shelter" | Evergreen Top 1000 "Gimme Shelter" | Evergreen Top 1000 "Gimme Shelter" | Evergreen Top 1000 "Gimme Shelter" | Evergreen Top 1000 "Gimme Shelter" | Evergreen Top 1000 "Gimme Shelter" | Evergreen Top 1000 "Gimme Shelter" | Evergreen Top 1000 "Gimme Shelter" | Evergreen Top 1000 "Gimme Shelter" | Evergreen Top 1000 "Gimme Shelter" | Evergreen Top 1000 "Gimme Shelter" | Evergreen Top 1000 "Gimme Shelter" | Evergreen Top 1000 "Gimme Shelter" | Evergreen Top 1000 "Gimme Shelter" | Evergreen Top 1000 "Gimme Shelter" | Evergreen Top 1000 "Gimme Shelter" |
| Jaar                               | 2008                               | 2009                               | 2010                               | 2011                               | 2012                               | 2013                               | 2014                               | 2015                               | 2016                               | 2017                               | 2018                               | 2019                               | 2020                               | 2021                               | 2022                               | 2023                               |
| ---------------------------------- | ---------------------------------- | ---------------------------------- | ---------------------------------- | ---------------------------------- | ---------------------------------- | ---------------------------------- | ---------------------------------- | ---------------------------------- | ---------------------------------- | ---------------------------------- | ---------------------------------- | ---------------------------------- | ---------------------------------- | ---------------------------------- | ---------------------------------- | ---------------------------------- |
| Positie                            | -                                  | -                                  | -                                  | -                                  | -                                  | -                                  | -                                  | -                                  | -                                  | -                                  | 240                                | 221                                | 285                                | 196                                | 181                                | 154                                |

## Andere uitvoeringen
- Clayton nam een jaar later een soloversie van het liedje op. Deze vertolking stond op haar album Gimme Shelter uit 1970.
- Grand Funk Railroad coverde het voor hun album Survival (1971).
- The Rolling Stones hebben Gimme Shelter live uitgevoerd met onder anderen Lisa Fischer (sinds eind jaren tachtig), Fergie (tijdens het concert ter gelegenheid van het vijfentwintigjarig bestaan van de Rock and Roll Hall of Fame in 2009), Lady Gaga (tijdens een tournee in 2012), Florence Welch (idem) en Mary J. Blige (idem) als zangeres.[8]
- Sisters of Mercy namen Gimme Shelter regelmatig op in hun setlist tijdens de First and Last and Always tour in 1985.
- In 2006 maakt het houseproject Pawnshop gebruik van de gitaarriff voor hun hit Shot Away.

### Putting Our House in Order
In 1993 bracht het label Food Records verschillende versies uit voor het daklozenproject Putting Our House in Order van de liefdadigheidsorganisatie Shelter. De versies werden uitgevoerd door verschillende artiesten en in verschillende formats uitgebracht. Op elke versie was een live-uitvoering van The Rolling Stones aanwezig om een plek in de hitlijsten te garanderen:
Gimme Shelter (popversie - cassettesingle)
- Voice of the Beehive en Jimmy Somerville
- Heaven 17 en Hannah Jones

Gimme Shelter (alternatieve versie - cd-single)
- New Model Army en Tom Jones
- Cud en Sandie Shaw
- Kingmaker

Gimme Shelter (rockversie - cd-single)
- Thunder
- Little Angels
- Hawkwind en Samantha Fox

Gimme Shelter (danceversie - 12" single)
- 808 State en Robert Owens
- Pop Will Eat Itself vs Gary Clail vs Ranking Roger vs The Mighty Diamonds vs The On U Sound System
- Blue Pearl